# Claudio Graf
Claudio Fernando Graf (Bahía Blanca, 31 gennaio 1976) è un allenatore di calcio ed ex calciatore argentino, di ruolo attaccante.

## Carriera
Nato a Bahia Blanca nel 1976, ha esordito a 18 anni nei Liners, squadra dilettantistica della sua città natale, per poi militare via via in varie altre squadre argentine come l'Independiente e il Lanús, ma anche tra i bulgari del Litex Loveč e nel club turco del Sakaryaspor.
In totale ha realizzato più di 100 gol.

## Palmarès

### Club

#### Competizioni internazionali
- Coppa Sudamericana: 1

LDU Quito: 2009
- Recopa Sudamericana: 1

LDU Quito: 2009